# Still Kids
Still Kids è l'ottavo album in studio della boy band americana New Kids on the Block. È stato rilasciato il 17 maggio 2024 da BMG. Questo è il loro primo album in studio dal 2013, quando pubblicarono '10'. L'album presenta collaborazioni con DJ Jazzy Jeff e Taylor Dayne.
La band ha annunciato l'album nel marzo 2024. Donnie Wahlberg descrive l'album come l'album più maturo, divertente e confortevole che abbiano mai realizzato.

## Composizione
Wahlberg ha co-scritto sette brani dell'album e McIntyre ne ha scritti sei. La quarta traccia e singolo principale "Kids", scritta da David Stewart e Luke Batt, è una canzone mid-tempo.

## Pubblicazione e promozione
L'8 marzo 2024 sono apparsi al Kelly Clarkson Show e hanno eseguito "Kids". Dal 14 giugno al 5 agosto 2024 promuoveranno l'album durante il Magic Summer Tour.

## Tracce
1. Magic – 2:35 (Joey McIntyre, Donnie Wahlberg, Sean Thomas)
2. Summer Love – 3:01 (D. Wahlberg, Nikolaj Tøth Andersen, Oliver Bernburg, Esben Dithmer, Lars Halvor Jensen, Frans Nielsen, Kristoffer Lambek, Adam Seuba, Kirat Singh, Kasper Vestergaard)
3. Long Time Coming – 2:59 (McIntyre, Thomas, Ashley Gordon)
4. Kids – 2:58 (David Stewart, Luke Batt)
5. A Love Like This – 3:52 (D. Wahlberg, Dithmer, Jensen)
6. Dance with You – 3:03 (D. Wahlberg, Dithmer, Jensen)
7. Come Back – 2:48 (McIntyre, Thomas)
8. In the Night – 3:29 (D. Wahlberg, Jensen, Kevin Cofield, Elijah Wahlberg)
9. Runaway – 3:19 (D. Wahlberg, Jensen, Jordan Patrick Ruddy)
10. Pop – 3:17 (McIntyre, Thomas)
11. Get Down (featuring DJ Jazzy Jeff) – 3:07 (D. Wahlberg, Jensen, Bernard Edwards, Nile Rodgers)
12. Old School Love (featuring Taylor Dayne) – 3:08 (Jordan Knight, D. Wahlberg, Jensen, Daniel Klein, Charli Taft)
13. Better Days – 2:56 (McIntyre, Thomas)
14. Stay – 3:32 (McIntyre, Thomas)